# WASP-160
WASP-160 — двойная звезда в созвездии Голубя на расстоянии около 932 световых лет (около 286 парсек) от Солнца. Возраст звезды определён как около 8 млрд лет.

## Характеристики
Первый компонент (WASP-160A) — жёлтый карлик спектрального класса G8. Видимая звёздная величина звезды — +12,677m. Масса — около 0,926 солнечной, радиус — около 0,95 солнечного, светимость — около 0,69 солнечной. Эффективная температура — около 5359 K.
Второй компонент (WASP-160B) — оранжевый карлик спектрального класса K0V, или K0,5. Видимая звёздная величина звезды — +13,094m. Масса — около 0,879 солнечной, радиус — около 0,872 солнечного, светимость — около 0,502 солнечной. Эффективная температура — около 5079 K. Удалён на 28,5 угловой секунды.

## Планетная система
В 2018 году группой астрономов, работающих в рамках программы SuperWASP, было объявлено об открытии планеты WASP-160 B b.